# Poésie bourgeoise
 (février 2024).
Si vous disposez d'ouvrages ou d'articles de référence ou si vous connaissez des sites web de qualité traitant du thème abordé ici, merci de compléter l'article en donnant les références utiles à sa vérifiabilité et en les liant à la section « Notes et références ».
Les sujets de la poésie bourgeoise sont empruntés au début à la poésie courtoise, mais peu à peu, un autre courant poétique se crée, répondant mieux aux goûts bourgeois. Les poètes bourgeois traitent le tracas de tous les jours, évoquent misère et joie, montrent un épicurisme et un espoir dans un avenir meilleur. Ils unissent à l'inspiration lyrique l'inspiration réaliste et satirique. Se mêlant au lyrisme personnel, le fameux esprit gaulois ajoute à la poésie bourgeoise une caractéristique spécifique : le refus de prendre trop au sérieux la solitude ou la pauvreté. Les poètes les plus connus sont Rutebeuf, Jean Bodel, Colin Muset. Leurs formes poétiques sont celles des poètes courtois. Il faut signaler pourtant l'apparition du lai et du testament, formes très pratiquées au XIVe et XVe siècles.